# Покриття (супутник)

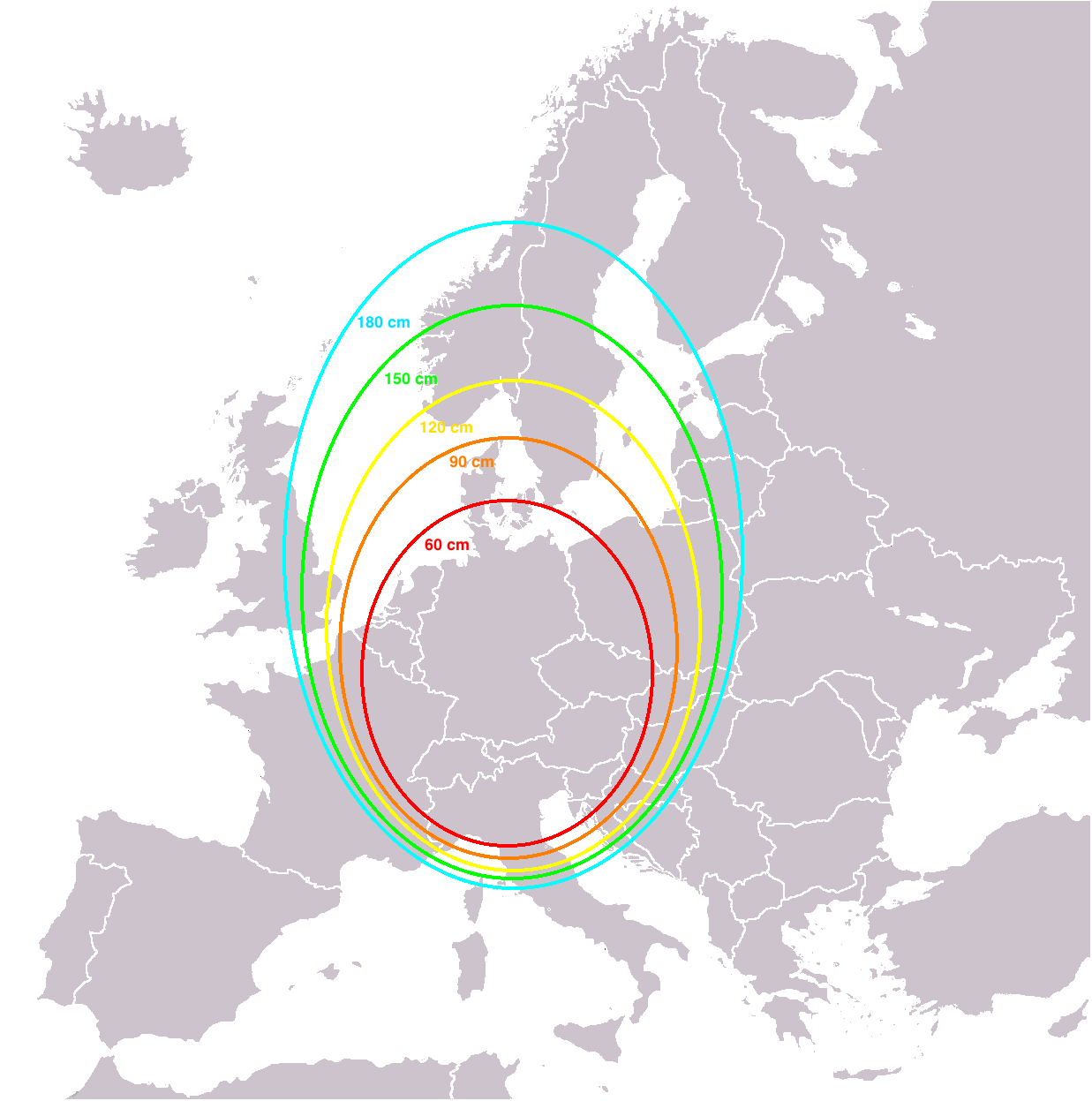
Приклад еліптичної форми із зоною прийому Німеччини, Австрії та Швейцарії. Еліпси позначають необхідний діаметр антени для прийому в см.

Супутникове покриття – це область земної поверхні, де транспондери здатні встановити комунікаційний канал з супутником зв’язку, або ж зона покриття супутникового сигналу. Для різних транспондерів, телекомунікаційних систем (супутникових тарілок)  існує окрема карта супутникового покриття.
Мапи покриття зазвичай зазначають приблизний мінімальний необхідний діаметр супутникової антени, або потужність сигналу в кожній області, виміряну в дБВт .

## Зовнішні посилання
- Посилання на інформацію про авіапарк та відбитки сигналу від SES.
- Посилання на інтерактивні карти від Intelsat для їх парку супутників.
- Посилання на інтерактивні карти для парку супутників SES World Skies .
- Посилання на карти супутників Російської компанії супутникового зв'язку
- Посилання на супутникове покриття від SatBeams для геостаціонарних супутників
- Супутникові покриття як зображення та в Google Earth